# Semíramis Teixeira
Semíramis Alves Teixeira (São Paulo) é uma jornalista, cronista e advogada aposentada brasileira. Foi pioneira na inserção da mulher no mundo dos esportes na mídia, sendo a primeira repórter e cronista de futebol do Brasil. 

## Carreira
Semíramis foi pioneira na midia esportiva, abrindo caminhos para as mulheres nos veículos de informação no ramo dos esportes no Brasil. Entre 1963 e 1971, trabalhou em várias emissoras como a Rádio Nacional (Excelsior), TV Tupi e Gazeta Esportiva. Seu envolvimento com a mídia deu-se nos bastidores da televisão através de seu pai, o dramaturgo e comentarista Alves Teixeira, das Emissoras Associadas, autor de várias novelas, entre elas "Ana Maria, meu amor", em 1965, pela TV Tupi de São Paulo. Seu primeiro incentivador  foi o cronista Geraldo Bretas, que trabalhava como comentarista e depois também foi repórter esportivo. Trabalhou também como entrevistadora de convidados ligados ao mundo do futebol no programa Almoço com as Estrelas, apresentado pelo casal  Airton e Lolita Rodrigues, na TV Tupi.  É a autora da telenovela A Moça do Sobrado Grande.
Atuou como setorista de grandes times como São Paulo, Corinthians, Santos, Palmeiras, Portuguesa, Juventus e Jabaquara. 
Fez parte da primeira equipe da Rádio Mulher, a antiga Rádio Difusora Hora Certa. Nessa emissora composta exclusivamente por mulheres Semíramis divulgava o mundo dos esportes em uma equipe composta também por Zuleide Ranieri, Germana Garilli, Claudete Troiano entre outras.
Ao longo de sua carreira passou por dificuldades e preconceito por ser uma mulher no mundo esportivo. Mesmo assim desenvolveu seu trabalho deixando um legado. Também gerou uma boa relação com os jogadores de sua época, o que lhe rendeu muitas amizades.

## Homenagem
No ano de 2015, foi homenageada pelo Museu do Futebol, em São Paulo, durante o projeto Visibilidade Para o Futebol Feminino.